# Barichneumon constrictus
Barichneumon constrictus är en stekelart som först beskrevs av Tohru Uchida 1956.  Barichneumon constrictus ingår i släktet Barichneumon och familjen brokparasitsteklar. Inga underarter finns listade.